# Hohl Mordkaute
Die Hohl Mordkaute ist ein flächenhaftes Naturdenkmal in der Gemeinde Otzberg, Gemarkung Ober-Klingen, im Landkreis Darmstadt-Dieburg, Südhessen. Es wurde durch Verordnung vom 27. Mai 1959 als geologisches Naturdenkmal und Feldgehölz geschützt.

## Lage

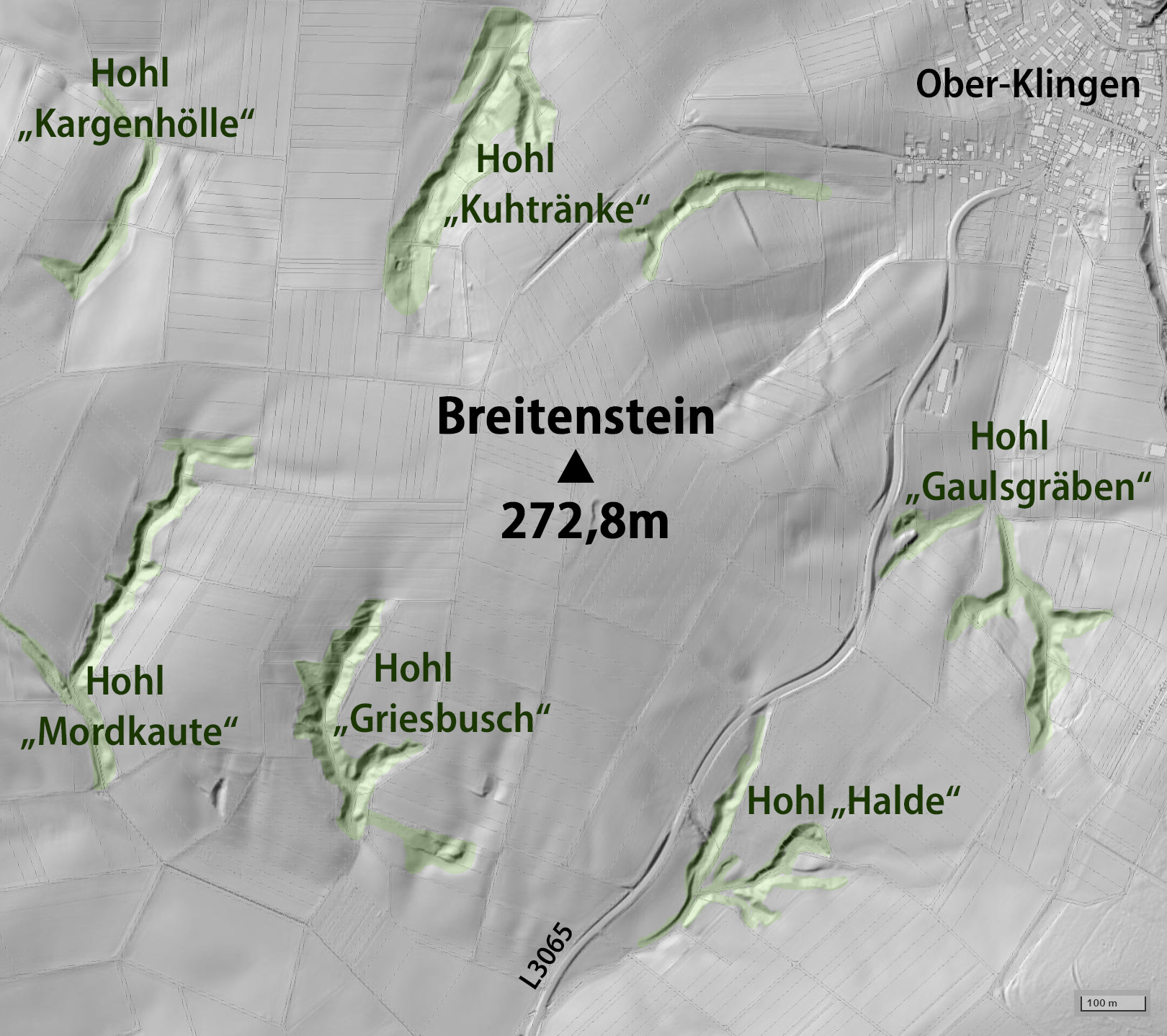
Die „Klinger Rechen“ am Breitenstein

Das Naturdenkmal „Mordkaute“ liegt im Naturraum Reinheimer Hügelland (231.13 Südliche Reinheimer Buckel). Es befindet sich etwa 1,5 Kilometer südwestlich von Ober-Klingen in offener Feldflur. Die umgebenden Ackerflächen reichen bis an den Rand der bewaldeten Schlucht heran. Knapp 500 Meter nordwestlich liegt der zu Ueberau gehörende Weiler Hundertmorgen.

### Klinger Rechen
Rund um den durch Vulkanismus entstandenen Breitenstein befinden sich insgesamt sechs naturgeschützte Schluchten. Sie sind in der Region auch als Klinger Rechen bekannt. Ihr Ursprung wird auf Auswaschungen des Löss-Bodens durch Grund- und Oberflächenwasser zurückgeführt. Die Schluchten rund um den Breitenstein sind:
- Hohl Kuhtränke
- Hohl Gaulsgräben
- Hohl Halde
- Hohl Griesbusch
- Hohl Mordkaute
- Hohl Kargenhölle

## Beschreibung, Flora und Fauna
Die in den Löss eingeschnittene Schlucht „Mordkaute“ verläuft in Nord-Süd-Richtung. Sie ist etwa 550 Meter lang, 30 bis 50 Meter breit und bis zu 15 Meter tief. Im Süden läuft die Schlucht flach aus. Bis zum 18. Jahrhundert wurde das heute trockene Tal noch von einem Graben durchzogen.
Die Schlucht ist dicht mit hohen Bäumen bewachsen, insbesondere Stieleiche, Vogel-Kirsche, Berg-Ahorn, Echte Walnuss, Hänge-Birke, Gemeine Esche und Europäische Lärche. Im Osten wurden Espen angepflanzt, auch gibt es stellenweise standortfremde Fichten. Am Rand finden sich Sträucher, vor allem Roter Hartriegel, Gewöhnlicher Schneeball, Schlehdorn und Rosen. In der Krautschicht fallen insbesondere Scharbockskraut, Große Brennnessel, Stinkender Storchschnabel, Echte Nelkenwurz, Gundermann und Großes Hexenkraut auf.
Das Gebiet wird von über 60 Vogelarten besiedelt oder aufgesucht und stellt in der ausgeräumten Ackerlandschaft eine bedeutende Brutstätte dar. Als Arten der Roten Liste wurden Turteltaube, Rebhuhn und Pirol beobachtet. Außerdem kommen unter anderem Gartenrotschwanz und Grasmückenarten vor. Von den Heuschrecken konnten acht
Arten nachgewiesen werden, darunter die Gemeine Sichelschrecke.

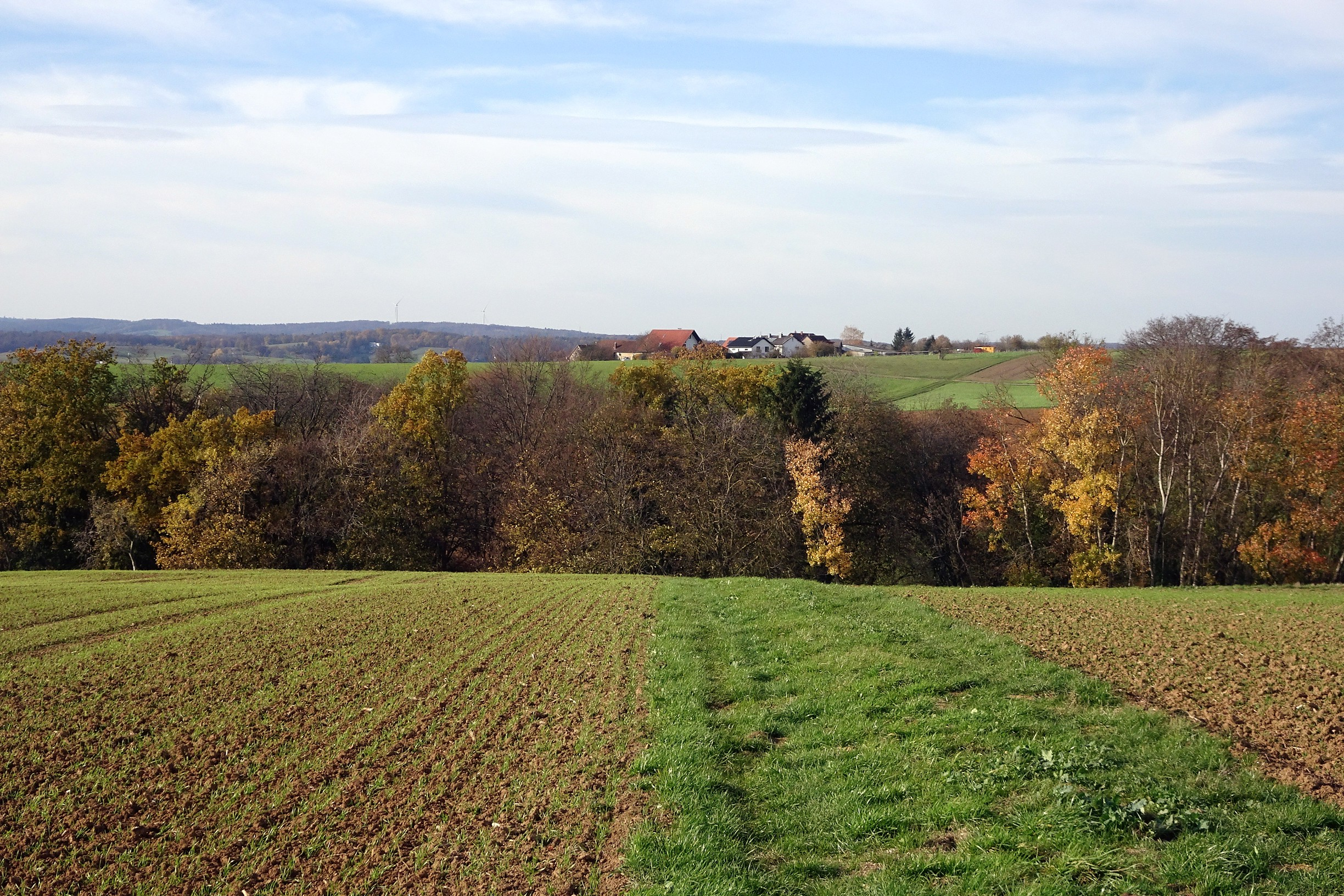
Mordkaute von Osten, dahinter der Weiler Hundertmorgen (2020)
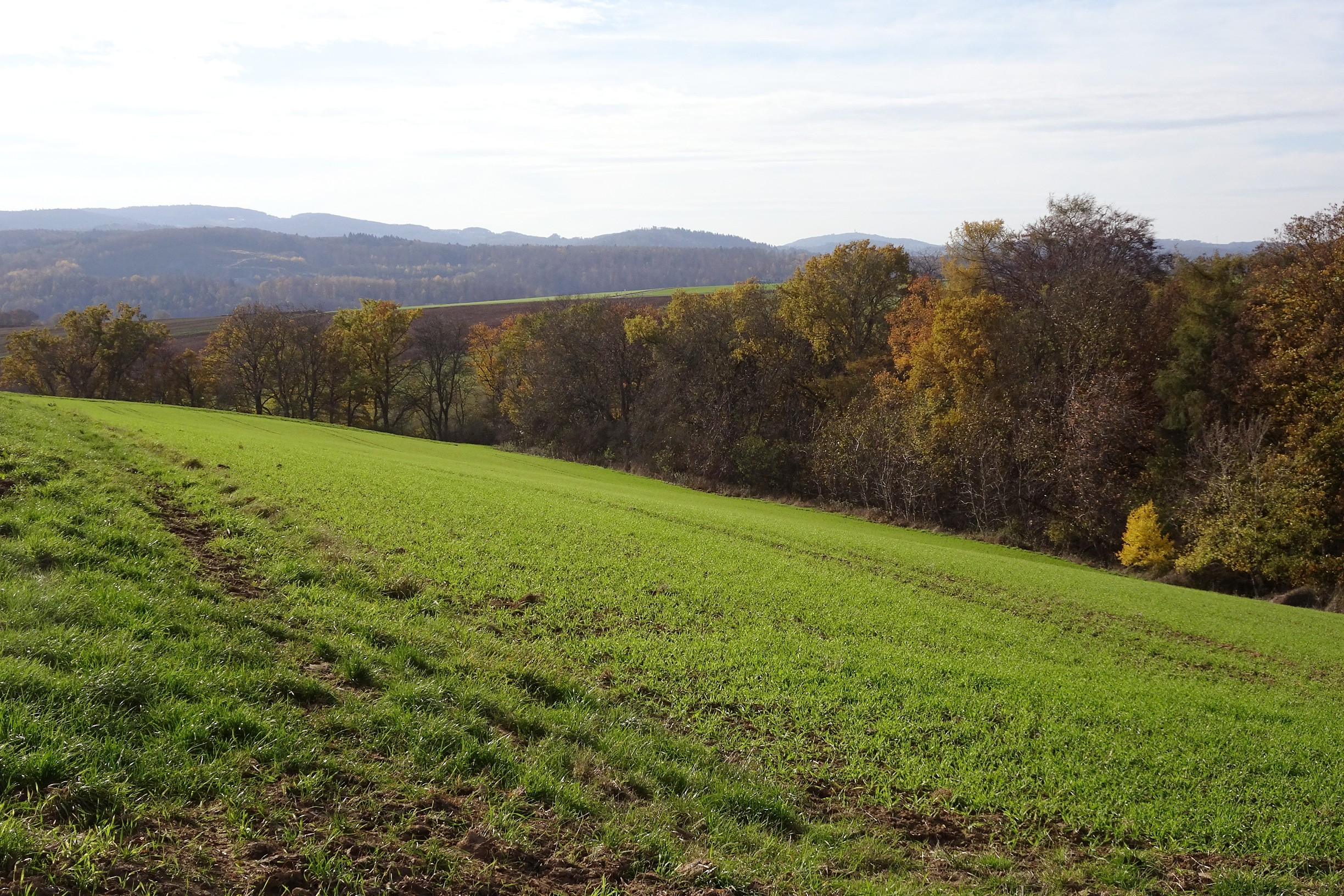
Mordkaute von Nordosten (2020)
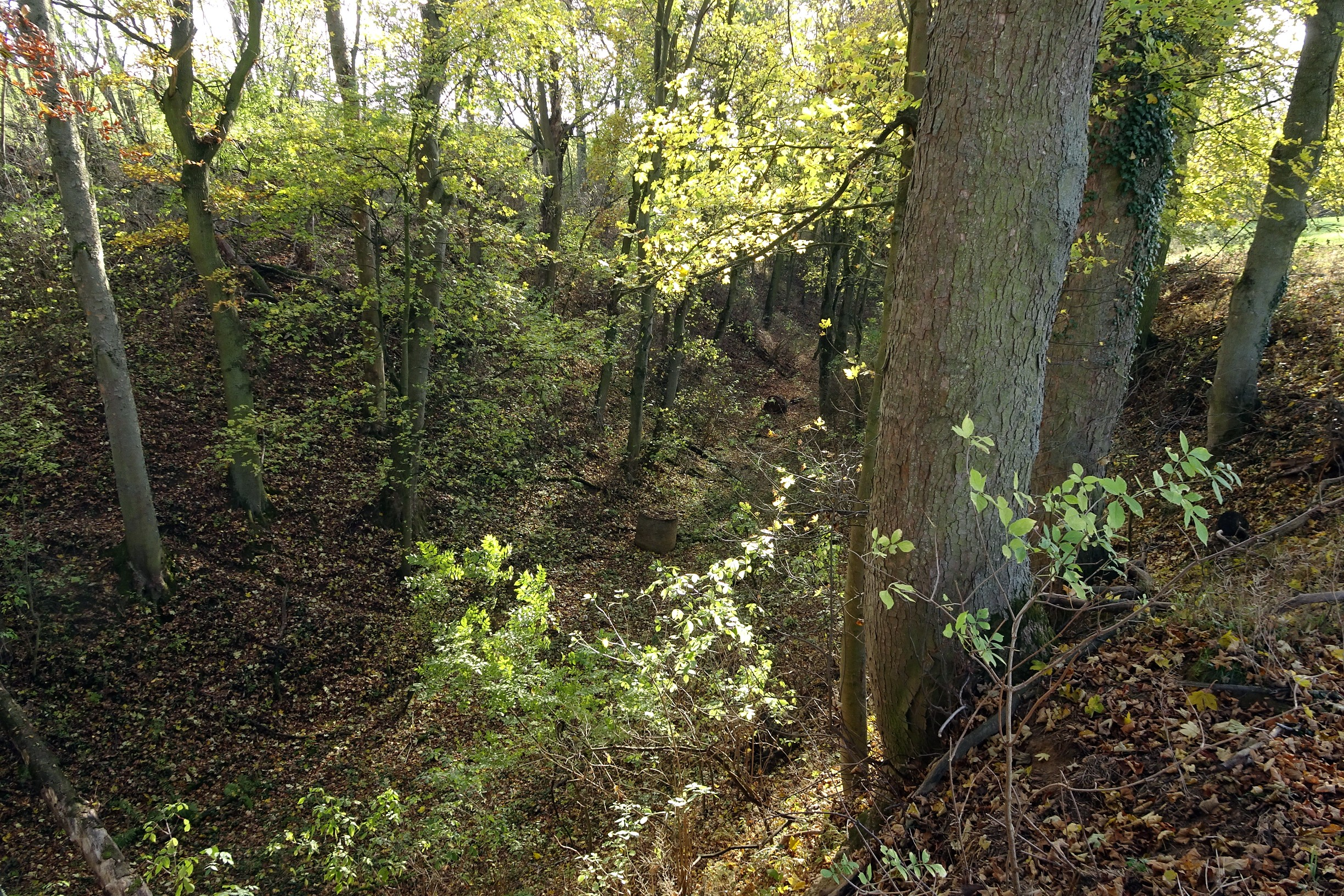
Blick in die bewaldete Schlucht (2020)
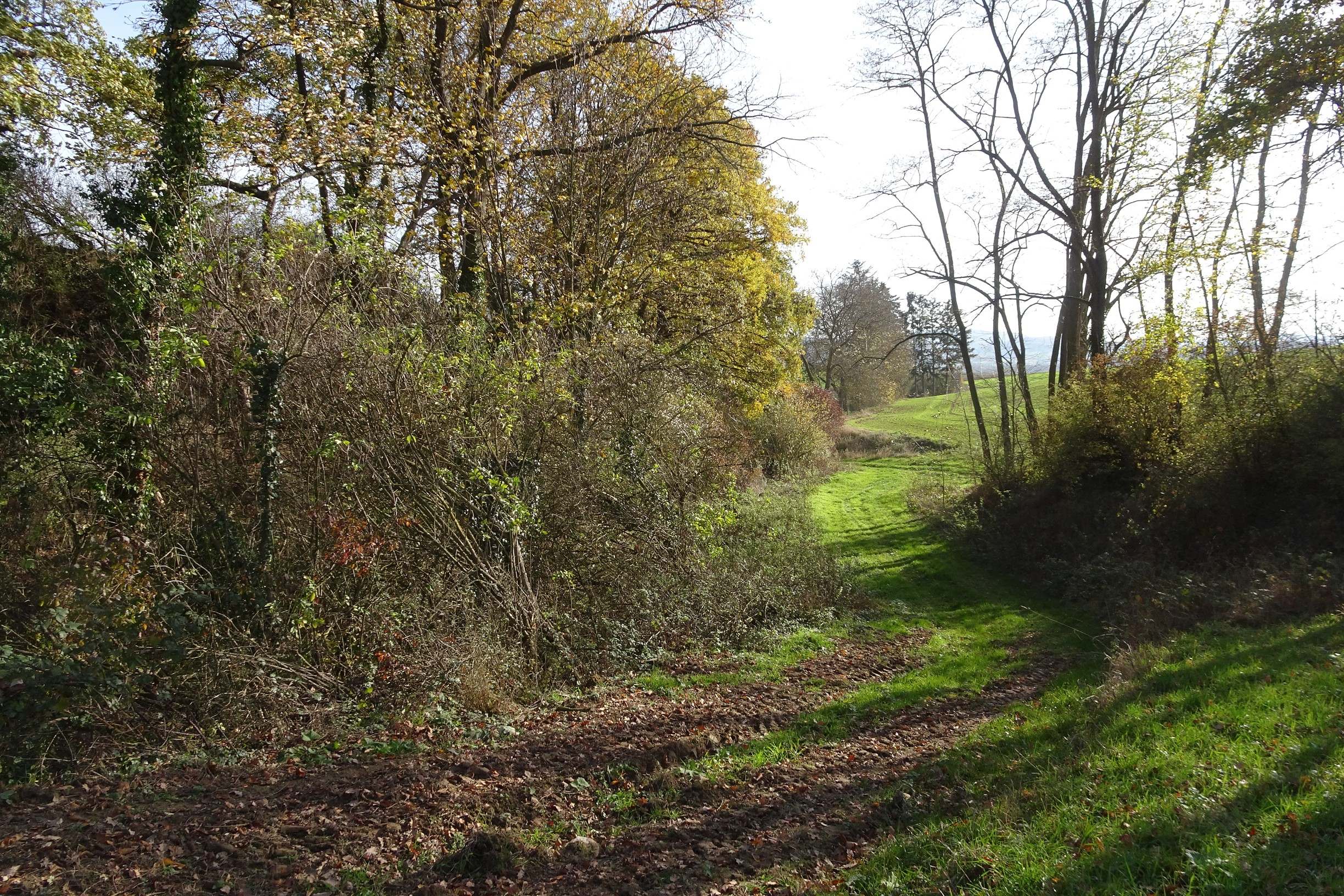
Westrand der Hohl (2020)
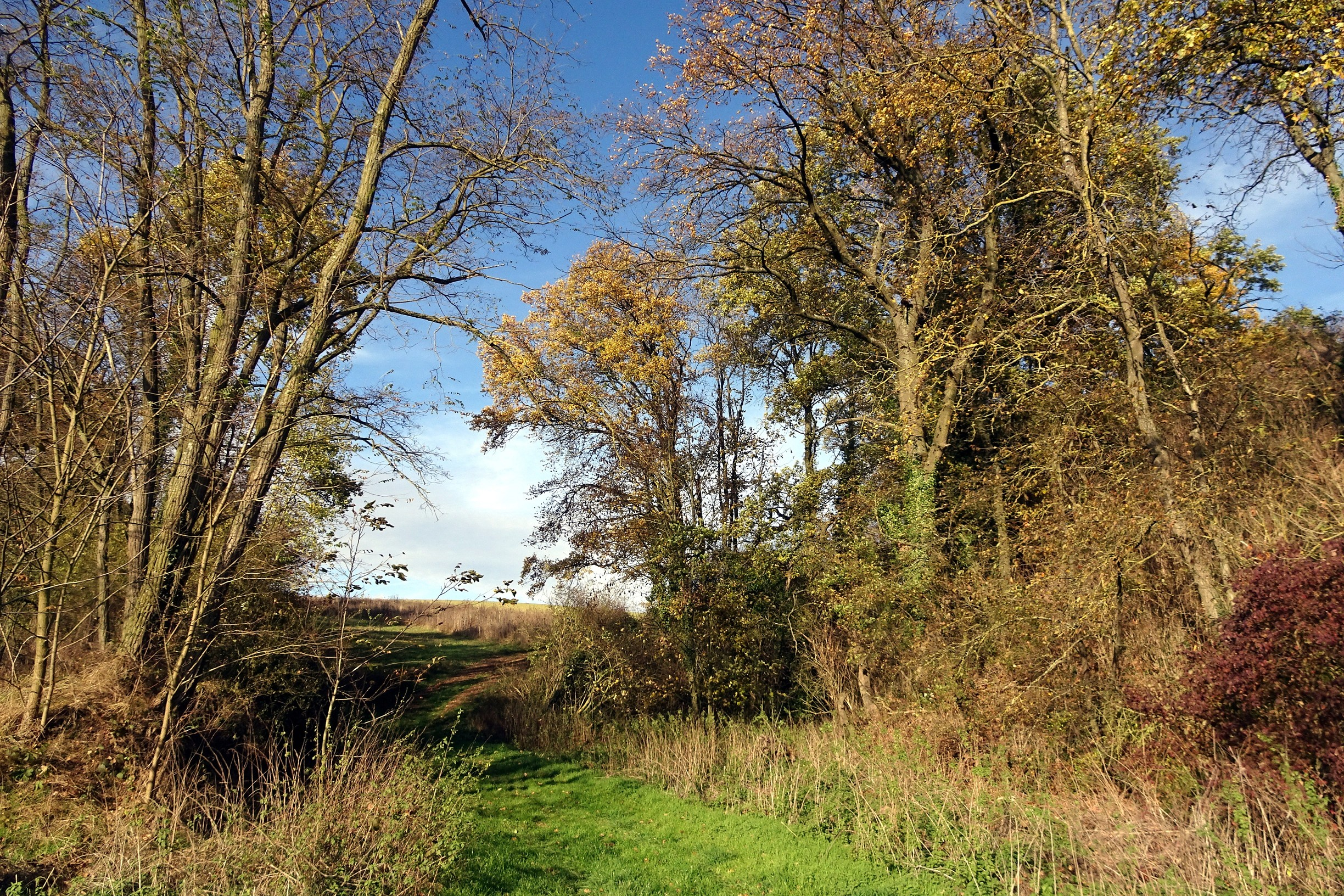
Südliches Ende der Mordkaute (2020)

## Beeinträchtigungen
Von den angrenzenden Feldern wird Dünger in das Naturdenkmal eingetragen. Dadurch hat sich vor allem im Norden eine Brennnesselflur gebildet.